# Jean du Luc
 (octobre 2008).
Améliorez-le ou discutez des points à vérifier. 
Jean du Luc est un lexicographe du XVIe siècle.
Auteur de l'indexation (lemmatisation) à partir du texte français des articles du dictionnaire latin-français de Guillaume Budé.
Autres orthographes possibles : Jean Duluc, Jo(h)annes Lucius, Jo Lucio, Giovanni Lucio, Ivan Lucic.